# Treviso Foot-Ball Club 1929-1930
Questa voce raccoglie le informazioni riguardanti il Treviso Foot-Ball Club nelle competizioni ufficiali della stagione 1929-1930.

## Stagione
Nella stagione 1929-30 c'è nuovo cambio di presidenza, con Silvio Gemin che resterà alla guida fino al 1932.
La squadra è artefice di una bella stagione in Prima Divisione, conclusa al quinto posto posto, a pari merito con Mirandolese, con 31 punti frutto di 11 vittorie, 9 pareggi e 8 sconfitte, e subisce prima una pesante sconfitta a Ferrara contro la SPAL per 6-1, poi realizza una larghissima vittoria per 9-0 contro la Mirandolese.
Grande stagione di Antonio Bisigato che dopo gli 8 gol della stagione precedente, ne realizza ben 13 in questa.

## Statistiche di squadra
| Competizione    | Punti | In casa | In casa | In casa | In casa | In casa | In casa | In trasferta | In trasferta | In trasferta | In trasferta | In trasferta | In trasferta | Totale | Totale | Totale | Totale | Totale | Totale | DR |
| Competizione    | Punti | G       | V       | N       | P       | Gf      | Gs      | G            | V            | N            | P            | Gf           | Gs           | G      | V      | N      | P      | Gf     | Gs     | DR |
| --------------- | ----- | ------- | ------- | ------- | ------- | ------- | ------- | ------------ | ------------ | ------------ | ------------ | ------------ | ------------ | ------ | ------ | ------ | ------ | ------ | ------ | -- |
| Prima Divisione | 31    | ?       | ?       | ?       | ?       | ?       | ?       | ?            | ?            | ?            | ?            | ?            | ?            | 28     | 11     | 9      | 8      | 49     | 49     | 0  |
| Totale          |       | ?       | ?       | ?       | ?       | ?       | ?       | ?            | ?            | ?            | ?            | ?            | ?            | 28     | 11     | 9      | 8      | 49     | 49     | 0  |